# نفاخ رئوي

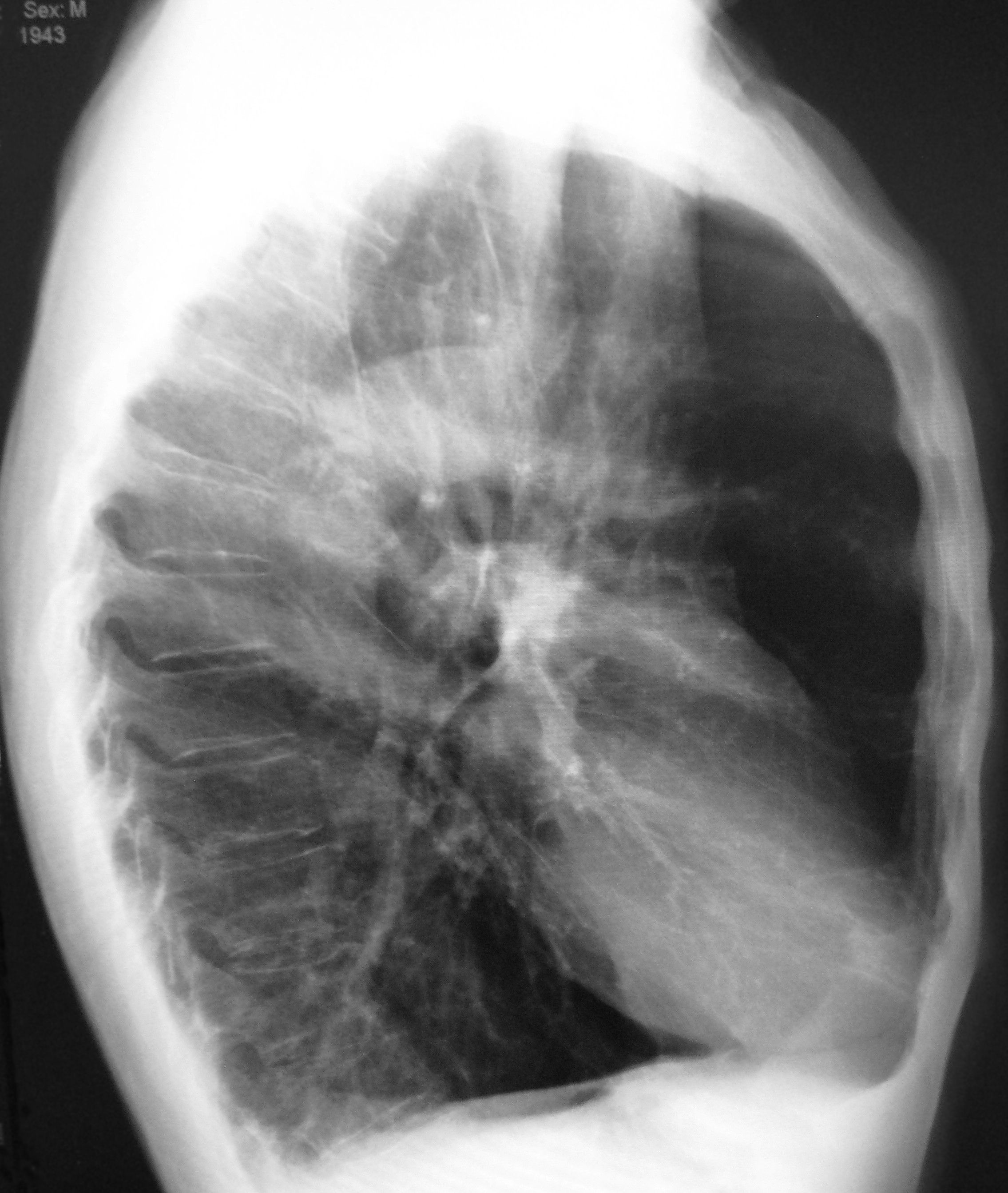
صورة جانبية للصدر تظهر الصدر البرميلي المميز للحالة، وتسطح الحجاب الحاجز

النفاخ الرئوي (بالإنجليزية: Emphysema)‏، هي حالة مرضية تصيب الرئة  وتؤدي إلى قصر في النفس وصعوبة في ممارسة النشاطات. وينتج ذلك بسبب دمار الجيوب الهوائية والممرات الصغيرة ضمن الرئة مما يجعل الزفير أمرا صعبا. هذه الإصابة تحدث خلال فترة طويلة الأجل، وبشكل تدريجي ضمن الرئة وتظهر أعراضها بعد حين على شكل ضيق في التنفس، حيث تكون أنسجة الرئة اللازمة لدعم الشكل المرن والوظيفي للرئتين قد تعرضت لتلف كبير لدى المصابين.
وتصنف ضمن مجموعة إصابات يطلق عليها مصطلح الداء الرئوي المسد المزمن «COPD». النفاخ الرئوي يصنف كانسداد رئوي بسبب تدمير أنسجة الرئة والمجاري الهوائية الأصغر حولها، القصيبات الشعبية، مما يجعل هذه المجاري غير قادرة على الحفاظ على شكلها بصورة صحيحة عند الزفير.
في عام 2005 تم تقدير أن واحدة من بين كل عشرين حالة وفاة في الولايات المتحدة هي بسبب حالات الداء الرئوي المسد المزمن. كما نتائج تؤكد خطورة الإصابة تم توثيقها في الصين
رغم بعض التشكيك تشير التقارير إلى أن هذه النوعية من الاصابات هي المسبب السادس للوفاة حول العالم ويعتقد أنها ستصعد لتصبح الثالثة في عام 2020. وخلافا لأمراض القلب وغيرها من الأسباب الأكثر شيوعا للوفاة، فإن معدل الوفيات لهذا المرض يتزايد على ما يبدو.
النفاخ الرئوي يغير التركيب التشريحي للرئة بعدة طرق هامة. فالرئة في العادة اسفنجية ومرنة جدا. وفي عملية الشهيق يتوسع جدار الصدر، مما يؤدي إلى توسعة التركيبة الاسفنجية للرئة. وعلى غرار طريقة سحب الماء إلى أسفنجة متقلصة عند تمددها، فالهواء الجوي يشفط إلى الرئتين عندما يوسع الصدر جداره. فيتم جلب الهواء من خلال انابيب تبدأ بالرغامى إلى القصبة المتوسطة فالقصبتين الرئيسيتين اليمنى واليسرى اللتين تغذيان الرئتين. هذه الانابيب تتفرع شيئا فشيئا إلى أنابيب أصغر وأصغر، هي القصيبات الشعبية والتي تفتح على السنخ الرئوي، أو ما يسمى بالحويصلة الهوائية. السنخ، وهو أصغر تركيب هيكلي وظيفي في الرئة، عبارة عن مجموعة أكياس هوائية منظمة مثل عنقود العنب. أجهزة السنخ والقصيبات مهمة جدا لعمل الرئتين بصورة سليمة. إلا أن هذه الأجهزة هي التي تدمر بسبب النفاخ الرئوي، وتدمر جدران هذه السنخ يؤدي إلى أن تفتح جدران السنخ ضمن العناقيد الواحدة على بعضها البعض مكونة غرف ذات حجم أكبر. سر عمل الإسفنج هو أن جميع الثقوب الصغيرة تتوسع معا في نفس الوقت إذا أزيل الضغط عنها. لكن إذا كانت الثقوب أكبر، فالإسفنج لن يلتقط نفس القدر من الماء. يعود هذا إلى أن تأثير توسع الثقب الكبير لا يكافئ التاثير الناتج عن توسع الثقوب المتعددة الأصغر. عند التفكير بالرئتين كما لو أنهما إسفنجة يمكن أن نرى كيف يؤدي مرض نفاخ الرئة إلى ضعف وظائف الرئة. فالرئتان أيضا تطلبان خاصية المرونة، حتى تتمكنان من التوسع والانكماش بشكل جيد. هذه الخاصية ستتأثر بشكل سلبي جدا مع تدمر جدران السنخ. كما أن الرئتين بحاجة إلى العديد من السنخ (مئات الملايين، في واقع الأمر) لتغطية حاجة الجسم من الأكسجين وأخراج فضلاته من ثاني أكسيد الكربون. إلا أنه كلما قل عدد السنخ وزاد حجمها قل فعالية أدائها الوظيفي.

## المسببات
تدخين السجائر هو أخطر مسبب لسبب لتطور حالات الإصابة بالنفاخ الرئوي. وعليه ترك التدخين هو أفضل أساليب الوقاية. عوامل الخطر الأخرى تشمل نقص انزيم ألفا 1-أنتي تريبسين، تلوث الهواء، وتحسسات المجاري التنفسية، الوراثة، أن يكون جنس الشخص ذكر، والعمر.

### التدخين

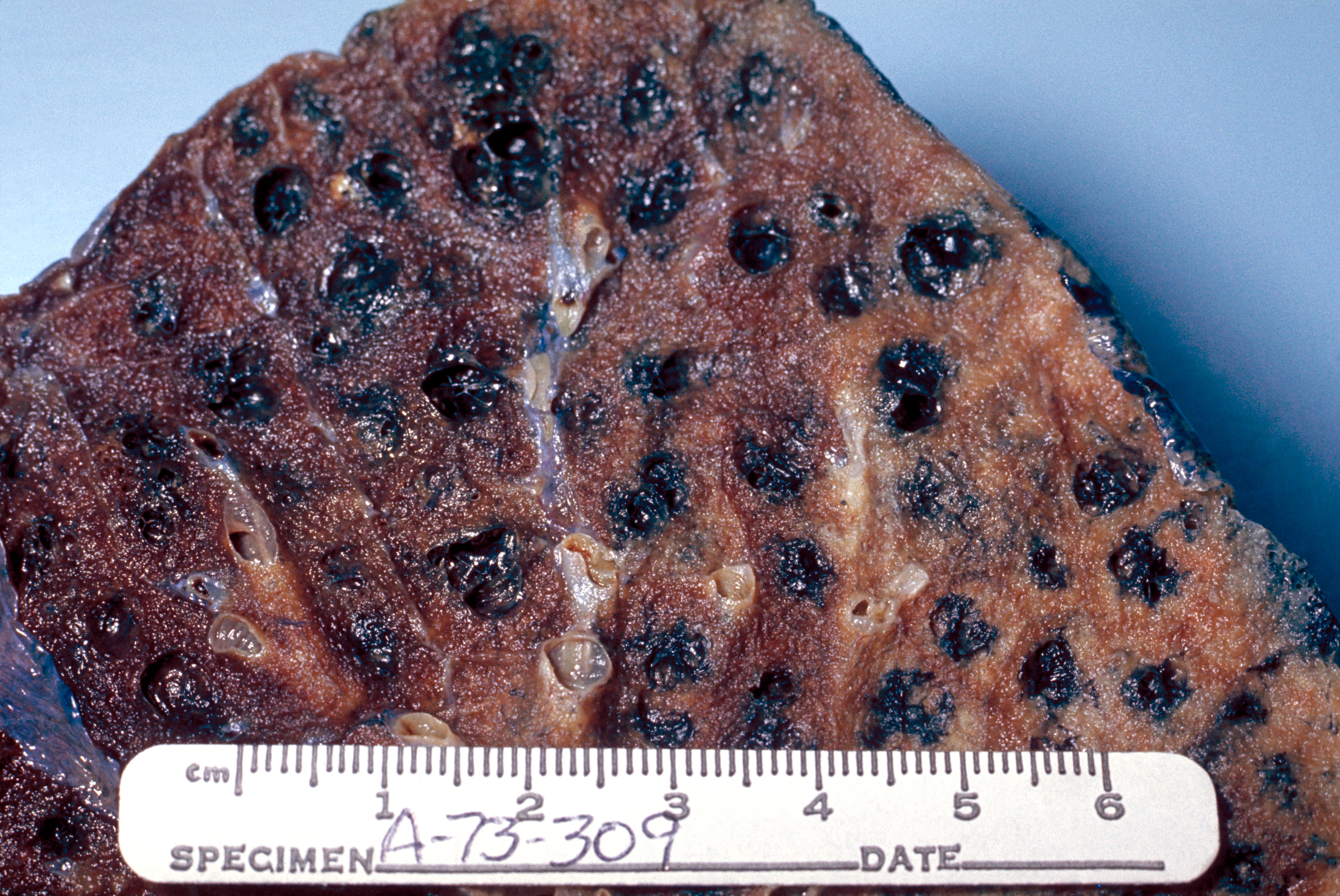
النفاخ الرئوي الناتج عن التدخين

ينجم المرض في معظم الحالات عن التدخين، حيث يشل الدخان حركة الأهداب (بالإنجليزية: cilia)‏ التي تنظف الرئة من الملوثات مما يؤدي إلى تراكمها وإحداث التهابات ضمن غرف الجيوب الهوائية الصغيرة. هذه الالتهابات تقضي على مرونة الجيوب الهوائية وبالتالي تقلل من قدرتها على التمدد والانكماش لإخراج الهواء وثاني أكسيد الكربون. مع مرور الوقت تنهار هذه الجيوب بشكل كامل.
الكيماويات المنبعثة خلال الاستجابة الالتهابية (على سبيل المثال، إيلاستاز) يمكن أن يسبب في النهاية الحاجز السنخي في التفكك. هذا الشرط، والمعروفة باسم تمزق الحاجز، ويؤدي إلى تشوهات كبيرة في بنية الرئة 
يشابه المرض في مظاهره السريرية والتدبير والإنذار لتلك في التهاب القصبات المزمن.

## المنتفخون الزرق والمنتفخون الورديون
المنتفخون الزرق والمنتفخون الورديون هما نهايتان لطيف واحد. يملك بعض الناس حافزاً تنفسياً منخفضاً في الاستجابة لارتفاع Paco2 انخفاض Pao2، فإذا كانوا يعانون من نفاخ رئوي والتهاب قصبات مزمن لا يحدث عندهم زلة تنفسية، ويهبط Pao2 وتتطور الحالة إلى قلب رئوي ويصبحون زرق ومنتفخين.
بينما يملك آخرون حافزاً تنفسياً مرتفعاً في الاستجابة لمثل هذه الظروف، فيحدث لديهم زلة تنفسية ويبقون ورديين ولكن يمكن ان يتطورا إلى قصور تنفسي من النمط I.

## التشخيص
عادةً يتم التشخيص باجراء اختبارات الرئة.

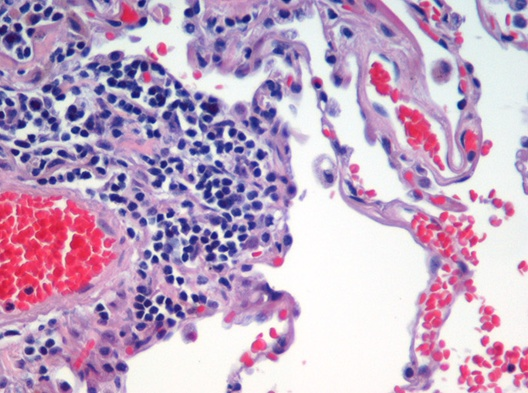
مقطع تشريحي يظهر أنسجة الرئة في المرحلة النهائية لانتفاخ الرئة. كرات الدم الحمراء، والنوى الأرجوانية، وغيرها من المواد وردي، ومساحات الهواء بيضاء.
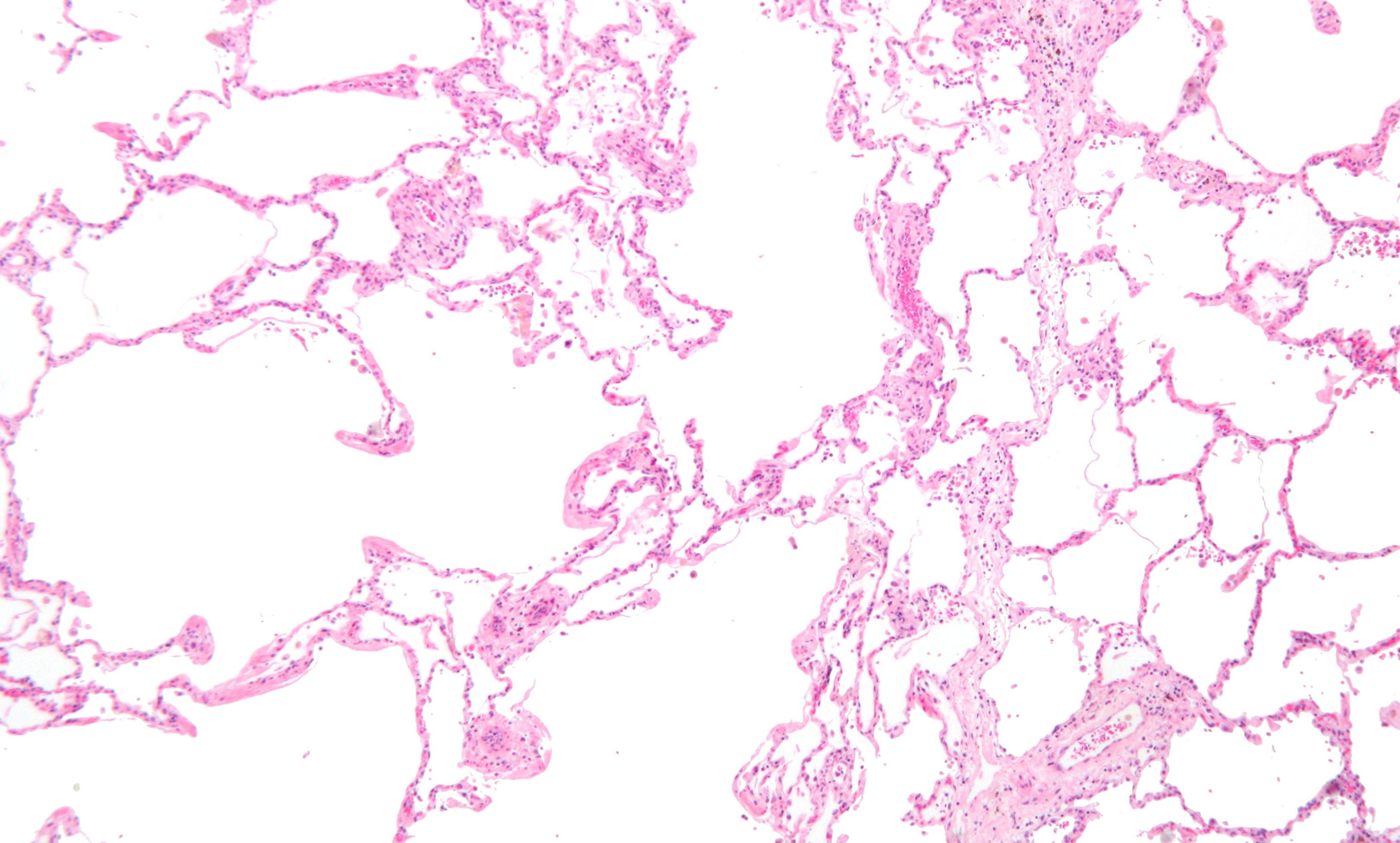
صورة مجهرية تبين انتفاخ الرئة (يسار الصورة—المساحات الفارغة كبيرة)، وأنسجة الرئة مع الحفاظ النسبي في الحويصلات الهوائية (يمين الصورة).
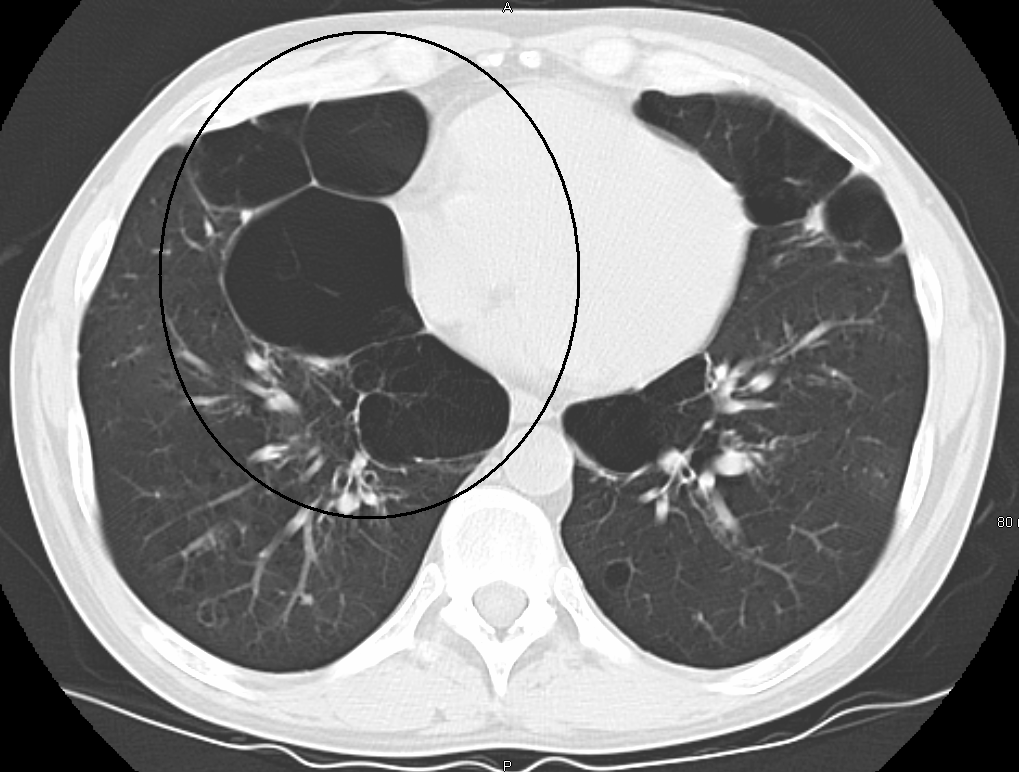
مقطع بالصدر بالتصوير الطبقي المحوري
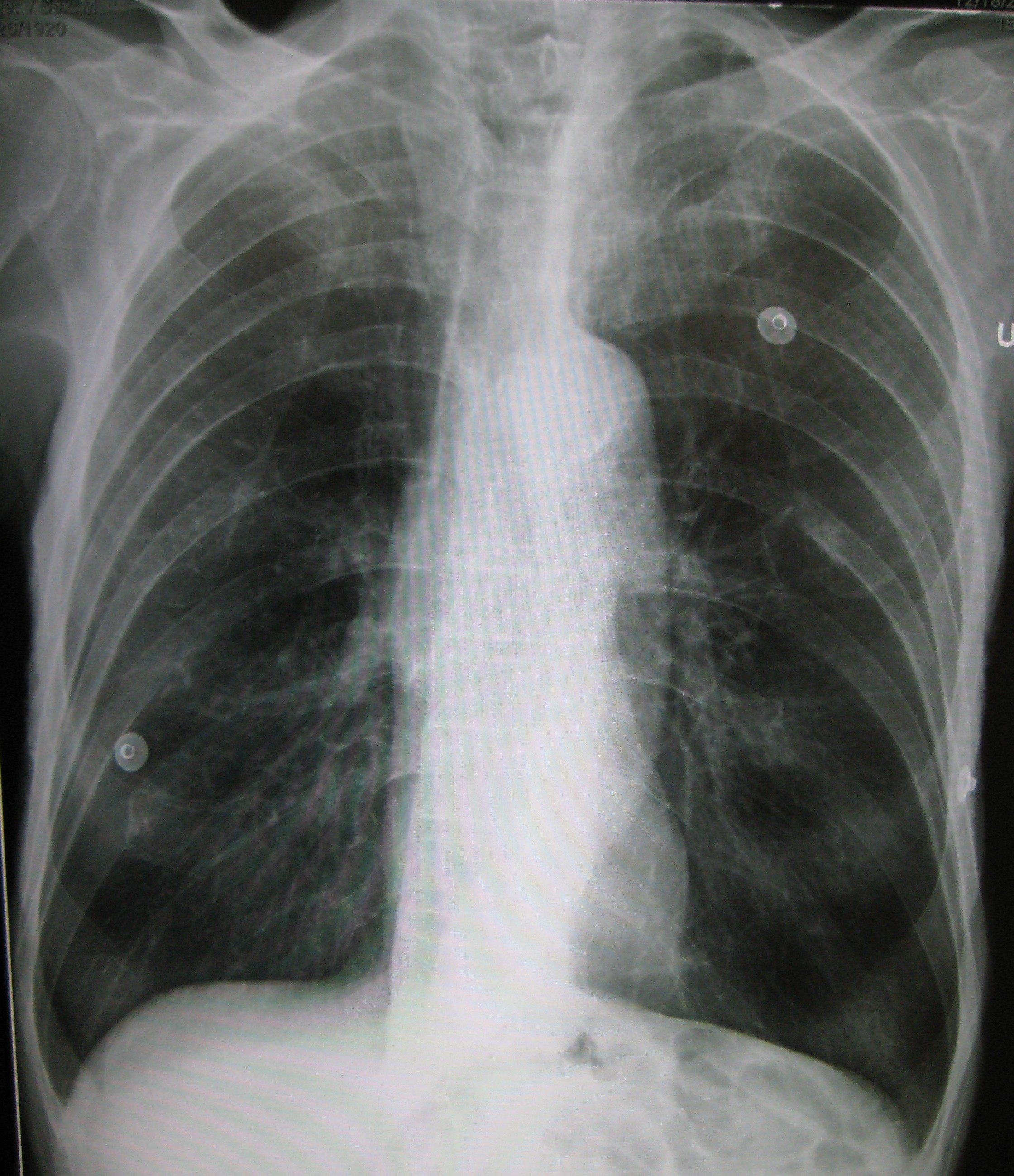
حالة متقدمة من انتفاخ الرئة
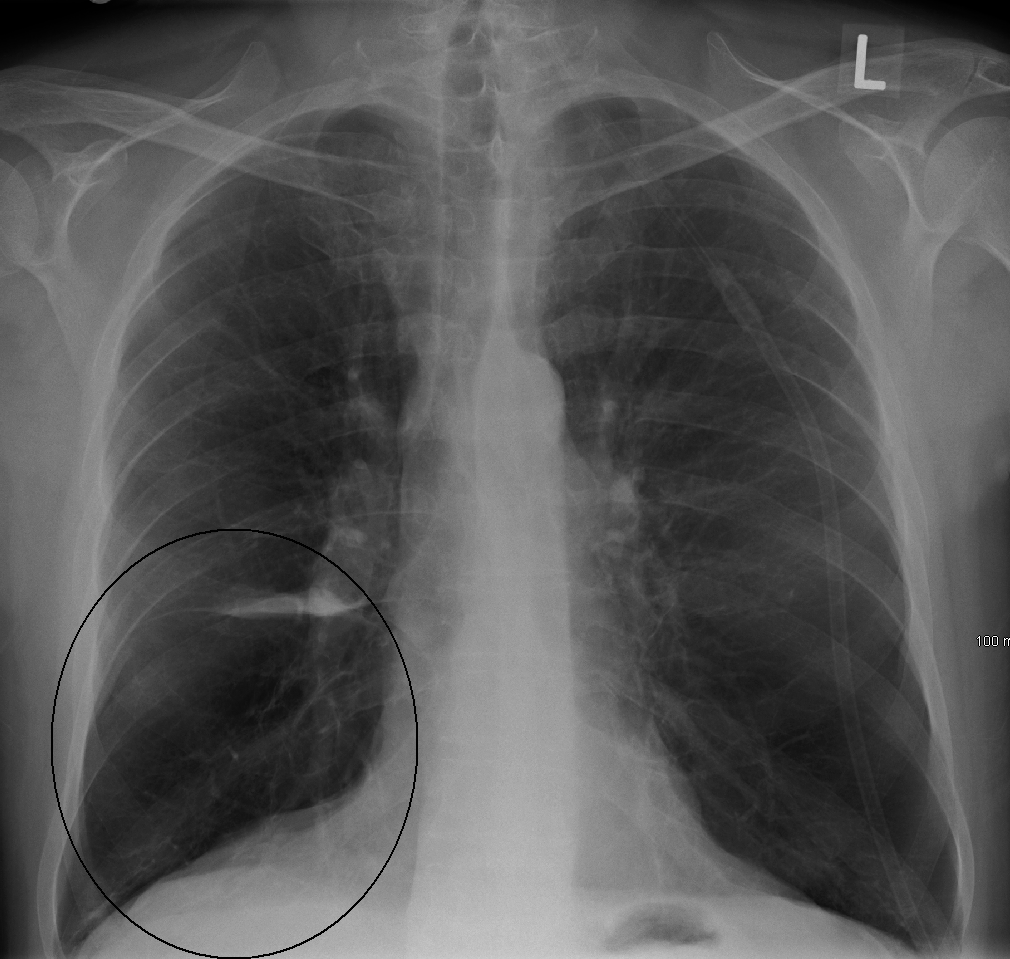
فقاعة بالرئة عند مريض لديه مريض الـ COPD